# Stelios Manolas
Stilianos "Stelios" Manolas (Atenas, 13 de Julho de 1960) é um ex-futebolista profissional e treinador grego.

## Carreira
Jogou toda sua carreira, no AEK Atenas, foram 19 anos como profissional, e cinco na categorias de base, presença constante na Seleção Grega de Futebol, durante doze anos, disputou a Copa do Mundo de 1994. É tio de Kostas Manolas